# Trillium crockerianum
Trillium crockerianum là một loài thực vật có hoa trong họ Melanthiaceae. Loài này được Halda miêu tả khoa học đầu tiên năm 1999.